# Ajalgori
Ajalgori (en georgiano: ახალგორი; en ruso: Ахалгори) o Leningor (en osetio: Ленингор) es una ciudad que pertenece a la parcialmente reconocida República de Osetia del Sur, parte del distrito de Leningor, aunque de iure pertenece al municipio de Ajalgori de la región de Mtsjeta-Mtianeti de Georgia.

## Toponimia
En 1934, el pueblo pasó a llamarse Leningori (en georgiano: ლენინგორი; en ruso: Ленингори) en honor a Vladímir Lenin.

## Geografía
Ajalgori está situada sobre la orilla izquierda del río Ksani, a 35 km de Mtsjeta, 45 km de Tsjinvali y a 50 km de Tiflis. 

### Clima
| Parámetros climáticos promedio de Ajalgori | Parámetros climáticos promedio de Ajalgori | Parámetros climáticos promedio de Ajalgori | Parámetros climáticos promedio de Ajalgori | Parámetros climáticos promedio de Ajalgori | Parámetros climáticos promedio de Ajalgori | Parámetros climáticos promedio de Ajalgori | Parámetros climáticos promedio de Ajalgori | Parámetros climáticos promedio de Ajalgori | Parámetros climáticos promedio de Ajalgori | Parámetros climáticos promedio de Ajalgori | Parámetros climáticos promedio de Ajalgori | Parámetros climáticos promedio de Ajalgori | Parámetros climáticos promedio de Ajalgori |
| Mes                                        | Ene.                                       | Feb.                                       | Mar.                                       | Abr.                                       | May.                                       | Jun.                                       | Jul.                                       | Ago.                                       | Sep.                                       | Oct.                                       | Nov.                                       | Dic.                                       | Anual                                      |
| ------------------------------------------ | ------------------------------------------ | ------------------------------------------ | ------------------------------------------ | ------------------------------------------ | ------------------------------------------ | ------------------------------------------ | ------------------------------------------ | ------------------------------------------ | ------------------------------------------ | ------------------------------------------ | ------------------------------------------ | ------------------------------------------ | ------------------------------------------ |
| Temp. máx. media (°C)                      | 2.9                                        | 4.1                                        | 8.8                                        | 15.2                                       | 20.6                                       | 23.9                                       | 26.7                                       | 26.7                                       | 22.5                                       | 16.9                                       | 9.8                                        | 4.7                                        | 15.2                                       |
| Temp. media (°C)                           | -1.6                                       | -0.5                                       | 3.8                                        | 9.2                                        | 14.5                                       | 17.7                                       | 20.6                                       | 20.5                                       | 16.3                                       | 11.2                                       | 5.2                                        | 0.4                                        | 9.8                                        |
| Temp. mín. media (°C)                      | -6                                         | -5.1                                       | -1.1                                       | 3.2                                        | 8.4                                        | 11.6                                       | 14.5                                       | 14.4                                       | 10.2                                       | 5.5                                        | 0.6                                        | -3.9                                       | 4.4                                        |
| Precipitación total (mm)                   | 35                                         | 41                                         | 51                                         | 73                                         | 108                                        | 100                                        | 76                                         | 63                                         | 58                                         | 59                                         | 60                                         | 46                                         | 770                                        |
| Fuente: Climate-Data.org                   |                                            |                                            |                                            |                                            |                                            |                                            |                                            |                                            |                                            |                                            |                                            |                                            |                                            |

## Historia
Desde el siglo XIV formó parte del ducado de Ksani. En 1569, Simón I confiscó Ajalgori a los duques de Ksani por traición, pero lo recuperaron pronto. En esos años, el centro del ducado de Ksani se trasladó a Ajalgori desde Kvenipnevi.El pueblo de Ajalgori fue mencionado en el siglo XVIII por el príncipe Vajushti de Kartli en su obra La descripción geográfica de Georgia. El nombre deriva de las palabras georgianas que significan "nuevo" y "colina" o "montaña".
El viajero Jacob Reineggs, describiendo a Ajalgori, informa: “... esta pequeña ciudad, también [como Gori], está habitada por cristianos armenios, quienes, casi todos, se dedican al hilado de algodón y lino. Principalmente preparan una variedad de telas y toallas de algodón". La población de Ajalgori siguió siendo predominantemente armenia en el siglo XIX. 
Antes de la invasión soviética de Georgia en 1921, Ajalgori era la residencia del eristavi georgiano Duce. Durante la era soviética era parte del Óblast Autónomo de Osetia del Sur y se llamaba Leningori en honor a Vladímir Lenin. En 1960, al pueblo se le concedió el estatus de asentamiento de tipo urbano.
El gobierno de la República Socialista Soviética de Georgia le devolvió el nombre a Ajalgori a finales de 1990. Durante la guerra de Osetia del Sur de 1991-1992, la ciudad permaneció bajo jurisdicción georgiana después de que Georgia perdiera el control de la mayor parte de Osetia del Sur. 
Ajalgori pasó a estar bajo el control de las autoridades secesionistas de Osetia del Sur  el 17 de agosto de 2008 como resultado de la guerra ruso-georgiana de 2008. Posteriormente, el gobierno de Osetia del Sur cambió el nombre de la ciudad a Leningor.Antes del conflicto, el municipio de Ajalgori tenía una población de 7.700 habitantes, de los cuales aproximadamente 2.000 vivían en la propia ciudad, y la población era principalmente georgiana (6.520) y osetia (1.110) con buenas relaciones entre las dos comunidades.La población del municipio de Ajalgori tiene la oportunidad de viajar al territorio de Georgia y regresar utilizando pases especiales. 
En 2015, el presidente de la República de Osetia del Sur, Leonid Tibílov, inauguró oficialmente la ruta de la autopista Tsjinvali-Ajalgori, y se abrió una ruta de autobús a lo largo de la nueva autopista con una frecuencia de tres veces al día.

## Demografía
La evolución demográfica de Ajalgori entre 1886 y 2015 fue la siguiente:
| 634                                                      | 634 | 640 | 1413 | 1584 | 1917 | 2457 | 2791 | 2449 | 1033 |
| (Fuente: Population of South Ossetia since Soviet times) |     |     |      |      |      |      |      |      |      |

Según el censo soviético de 1959, la mayoría de la población local eran armenios. Según los distintos censos, la composición étnica de la aldea era la siguiente:
|              | 1923      | 1923       | 2002      | 2002       | 2015      | 2015       |
| Grupo étnico | Población | Porcentaje | Población | Porcentaje | Población | Porcentaje |
| ------------ | --------- | ---------- | --------- | ---------- | --------- | ---------- |
| Georgianos   | 100       | 15,6%      | 2047      | 83,6%      | 660       | 63,9%      |
| Osetios      | 0         | 0%         | 359       | 14,7%      | 365       | 35,3%      |
| Armenios     | 540       | 84,4%      | 28        | 1,1%       | 2         | 0,2%       |
| Rusos        | -         | -          | 10        | 0,4%       | 2         | 0,2%       |
| Total        | 640       | 100%       | 2449      | 100%       | 1033      | 100%       |

## Economía
En Ajalgori se encontraba la fábrica de cerveza Lomisi, propiedad de la empresa turca Efes Beverage Group, que era el principal empleador de la ciudad. En la actualidad, la ciudad alberga otra fábrica de cerveza, la Vysokogornaya Kelskaya Pivovarnya, que abrió sus puertas en 2023.

## Galería

Palacio del eristavi de Ajalgori
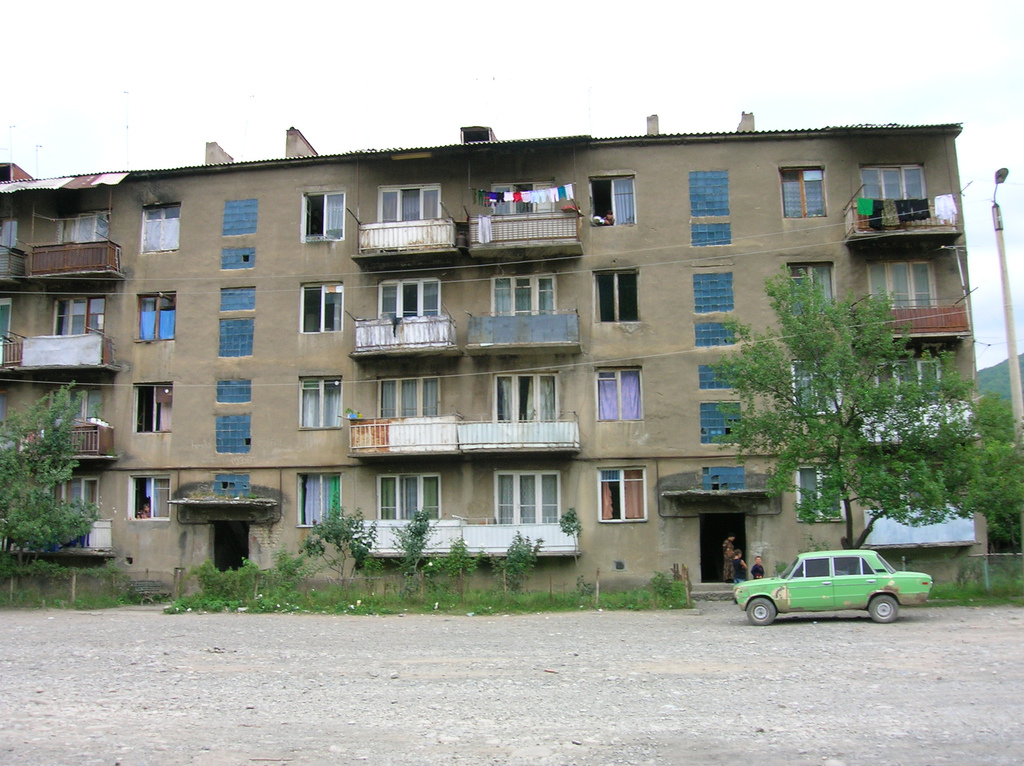
Bloque de pisos
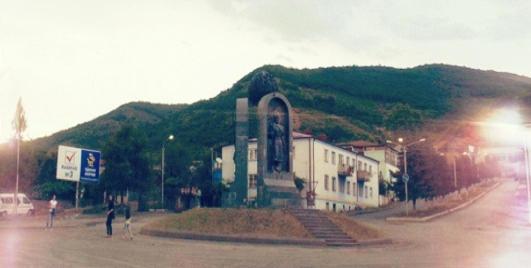
Plaza central de Ajalgori
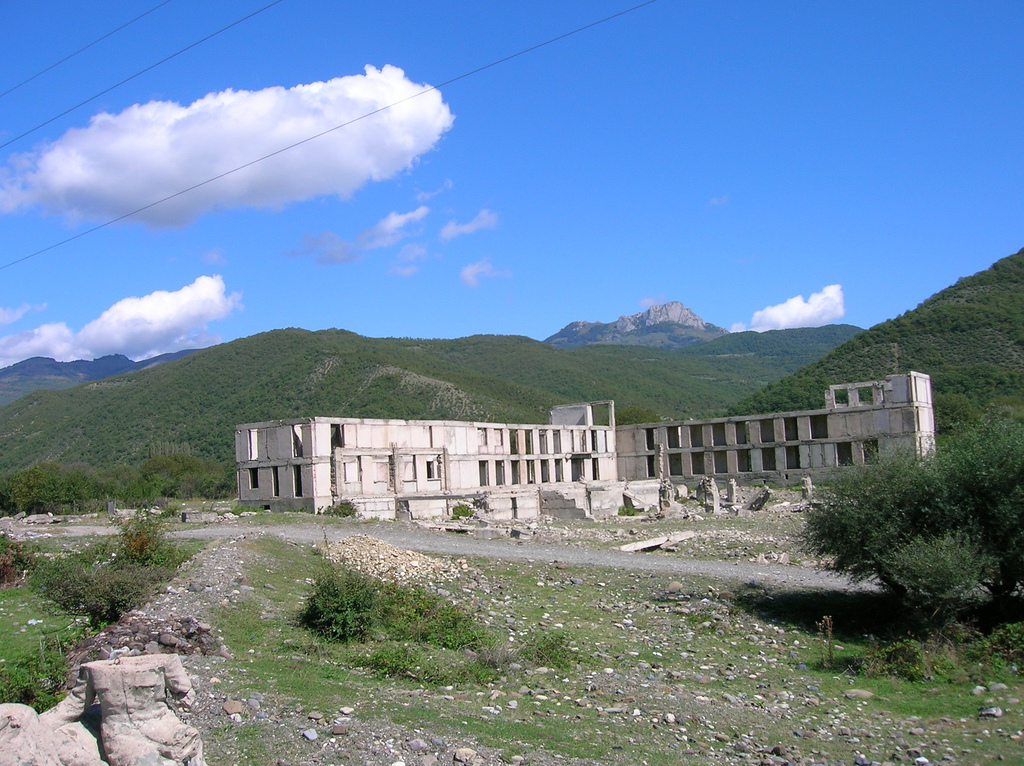
Edificios en ruinas